# Takashi
Takashi (jap. たかし, タケシ) – męskie imię japońskie.

## Znane osoby
- Takashi Amano (尚), japoński fotografik, projektant, autor i akwarysta
- Takashi Fujisawa (隆), były japoński skoczek narciarski
- Takashi Fukunishi (崇史), piłkarz japoński
- Takashi Hara (敬), japoński polityk
- Takashi Hirano (孝), były japoński piłkarz
- Takashi Koizumi (堯史), japoński reżyser
- Takashi Matsuoka, pisarz pierwszego pokolenia japońsko-amerykańskiego
- Takashi Miike (崇史), japoński reżyser
- Takashi Mitsukuri (崇), japoński gimnastyk
- Takashi Murakami (隆), japoński artysta
- Takashi Nishida (崇), japoński snowboardzista
- Takashi Ono (喬), japoński gimnastyk
- Takashi Osanai (敬), japoński dyplomata, badacz stosunków międzynarodowych
- Takashi Shimizu (崇), japoński reżyser
- Takashi Tokita (貴司), japoński twórca gier komputerowych i wideo
- Takashi Uchiyama (高志), japoński bokser
- Takashi Usami (貴史), japoński piłkarz
- Takashi Watanabe (高志), japoński reżyser filmowy i anime
- Takashi Yamamoto (貴志), japoński pianista
- Takashi Yamamoto (孝史), japoński polityk Partii Demokratycznej
- Takashi Yamazaki (貴), japoński reżyser i scenarzysta

## Fikcyjne postacie
- Takashi Ayanokōjji (天), bohater mangi i anime Pita Ten
- Takashi Kawamura (隆), bohater mangi i anime The Prince of Tennis
- Takashi Morinozuka (崇), bohater mangi i anime Ouran High School Host Club
- Takashi Komuro (孝), główny bohater mangi i anime Highschool of the Dead